# 岡山県庁
岡山県庁（おかやまけんちょう、英：Okayama Prefectural Government ）は、地方公共団体である岡山県の行政機関（役所）である。

## 概要
庁舎は、岡山市北区内山下2丁目4-6に所在し、本庁舎・新館、西庁舎、議事堂がある。
現在の岡山県知事は伊原木隆太（第19代）である。岡山県の総職員数は20,635人（令和４年4月）。

## 組織
2021年（令和3年）4月1日現在
- 知事直轄の組織（部局の外に危機管理監を置く）
  - 危機管理課
  - 消防保安課
  - 岡山県消防学校

- 総合政策局
  - 秘書課
  - 公聴広報課
  - 政策推進課
    - 東京事務所
    - 地方創生推進室

  - 統計分析課

- 総務部
  - 総務学事課
  - 人事課
    - 行政改革推進室

  - デジタル推進課
  - 財政課
  - 財産活用課
  - 税務課
  - 岡山県立記録資料館[2]
  - 自治研修所

- 県民生活部
  - 県民生活交通課
  - 中山間・地域振興課
  - 市町村課
  - 航空企画推進課
  - 国際課
  - くらし安全安心課
  - 男女共同参画青少年課
  - 人権施策推進課
  - 岡南飛行場管理事務所
  - 岡山空港管理事務所
  - 消費生活センター
  - 男女共同参画推進センター（ウィズセンター）

- 環境文化部
  - 環境企画課
    - 新エネルギー・温暖化対策室

  - 環境管理課
  - 循環型社会推進課
    - 災害廃棄物対策室

  - 自然環境課
  - 文化振興課
  - スポーツ振興課
  - 環境保健センター
  - 岡山県立美術館

- 保健福祉部
  - 保健福祉課
    - 指導監査室
    - 被災者生活支援室

  - 医療推進課
  - 健康推進課
  - 生活衛生課
  - 医薬安全課
  - 子ども未来課
  - 子ども家庭課
  - 障害福祉課
  - 長寿社会課
  - 福祉相談センター
  - 女性相談所
  - 精神保健福祉センター
  - 食肉衛生検査所
  - 動物愛護センター
  - 中央児童相談所
  - 倉敷児童相談所
  - 津山児童相談所
  - 県立成徳学校
  - 岡山県健康の森学園

- 産業労働部
  - 産業企画課
    - マーケティング推進室
    - 事業者復興支援室

  - 産業振興課
  - 経営支援課
  - 観光課
  - 労働雇用政策課
  - 大阪事務所
  - 工業技術センター
  - 南部高等技術専門校
  - 北部高等技術専門校
    - 美作校

- 農林水産部
  - 農政企画課
    - 対外戦略推進室

  - 組合指導課
  - 農産課
  - 畜産課
  - 耕地課
  - 農村振興課
    - 鳥獣害対策室

  - 林政課
  - 治山課
  - 水産課
  - 病害虫防除所
  - 県営食肉地方卸売市場

- 農林水産総合センター
  - 農林水産総合センター総務課
  - 普及連携部
  - 農業研究所
  - 農業大学校
  - 生物科学研究所
  - 畜産研究所
  - 水産研究所
  - 森林研究所

- 土木部
  - 監理課
  - 技術管理課
  - 道路建設課
  - 道路整備課
  - 河川課
  - 防災砂防課
  - 港湾課
  - 都市計画課
  - 建築指導課
  - 建築営繕課
  - 住宅課
  - 後楽園事務所

- 出納局
  - 会計課
  - 内部事務課
  - 用度課

- 企業局

- 人事委員会-事務局

- 労働委員会-事務局

- 監査委員-事務局

- 収用委員会-事務局

- 選挙管理委員会-事務局

- 教育委員会
  - 教育庁
    - 教育政策課
    - 財務課
    - 教職員課
    - 高校教育課
    - 義務教育課
      - 生徒指導推進室

    - 特別支援教育課
    - 保健体育課
    - 生涯学習課
    - 文化財課
    - 福利課
    - 人権教育課
    - 岡山教育事務所
    - 津山教育事務所
    - 総合教育センター
    - 生涯学習センター
    - 岡山県立図書館
    - 岡山県立博物館
    - 岡山県古代吉備文化財センター

- 公安委員会
  - 警察本部

## 県民局・地域事務所

各県民局の管轄図。水色が備前県民局、黄緑色が備中県民局、桃色が美作県民局の管轄区域。黒色点線が備前・備中・美作国境（幕末期）。

### 概要
岡山県庁の下部組織として、県民局が設置されている。県民局下には広域行政圏ごとに地域事務所が設置されている（ただし県民局本庁舎がある広域行政圏は本庁舎の直轄）。これら県民局・地域事務所は、2005年（平成17年）4月に地方振興局を再編して設置された。
以前の地方振興局は、県内の各地域に存在した事務所のうち、県税事務所、福祉事務所、労政事務所、農林事務所、農業改良普及所、土木事務所などの地域の基幹的な出先機関を整備・統合し、県内を生活圏や歴史的側面を基準に9つのエリアごとに分けて1974年（昭和49年）7月に設置されたものである。しかし平成の大合併などの効率化を理由に、旧令制国をおおまかな基準にして複数の地方振興局を統合し、3つの県民局へ再編した。なお再編に伴う財政支出を抑えるため、庁舎は全て旧地方振興局庁舎を利用している。
地方振興局から県民局への再編は二段階に分けて行われた。2005年（平成17年）4月に岡山・倉敷・津山の各地方振興局が県民局本庁として、残りの地方振興局はそれぞれの支局として発足した。そして市町村への権限・事務移譲などを進めながら支局の機能を縮小し、保健所の再編も同時に行った上で2009年（平成21年）4月に支局を地域事務所と改称した。

### 備前県民局

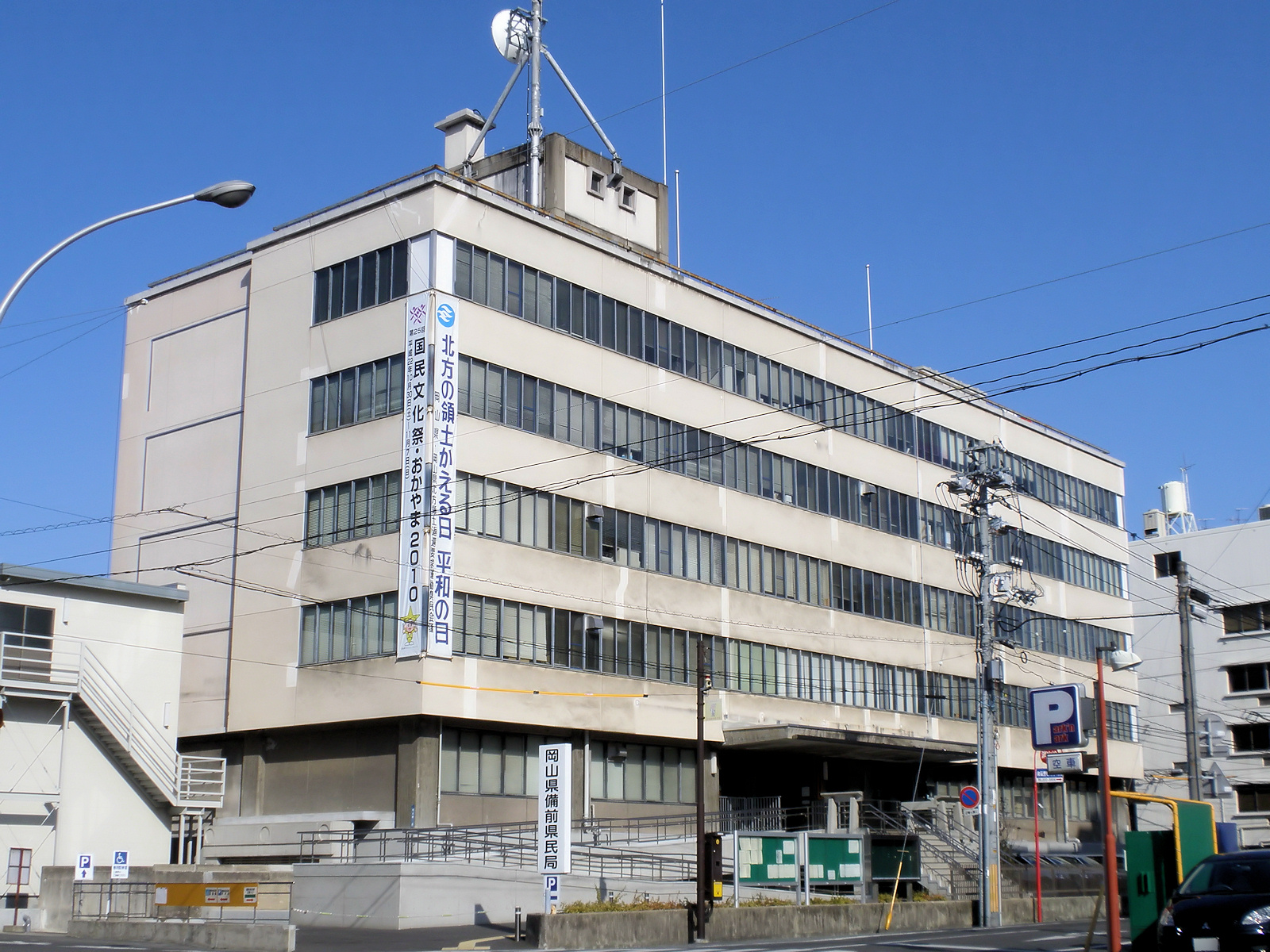
岡山県備前県民局

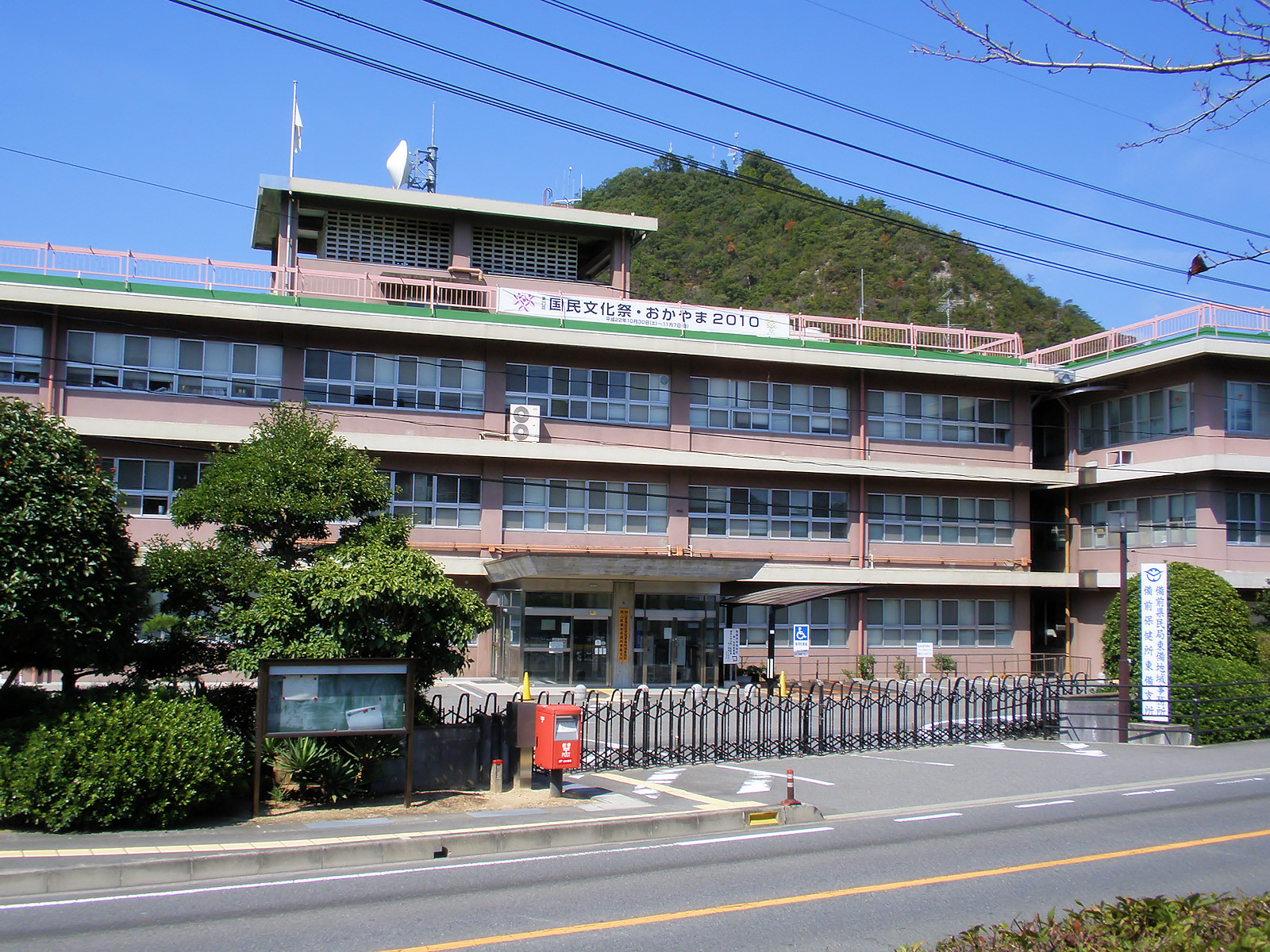
東備地域事務所

岡山県備前県民局（おかやまけんびぜんけんみんきょく）は岡山市北区に本庁を置き、5市2町を所管区域とする岡山県庁の出先機関である。
2005年（平成17年）4月に岡山・東備の各地方振興局を統合して発足し、その下に東備支局を設置した。2009年（平成21年）4月に支局を地域事務所に改称し、同時に岡山・東備の各保健所を統合して備前保健所（東備支所）に再編した。
管内の面積は1899.69km2、総人口は921,181人、総世帯数は360,346世帯である（平成23年度）。
| 名称           | 所在地                 | 対象地域                             | 備考             |
| -------------- | ---------------------- | ------------------------------------ | ---------------- |
| 本庁舎         | 岡山市北区弓之町6-1    | 岡山市、玉野市、瀬戸内市、吉備中央町 | 旧岡山地方振興局 |
| 古京庁舎       | 岡山市中区古京町1-1-17 | 岡山市、玉野市、瀬戸内市、吉備中央町 | 旧岡山地方振興局 |
| 東備地域事務所 | 和気郡和気町和気487-2  | 備前市、赤磐市、和気町               | 旧東備地方振興局 |

組織
- 地域政策部
- 税務部
- 健康福祉部
- 農林水産事業部
  - 岡山農業普及指導センター
  - 東備農業普及指導センター
- 建設部
  - 岡山港管理事務所
  - 宇野港管理事務所

- 旭川ダム統合管理事務所
（旭川、鳴滝、竹谷、河平）
- 八塔寺川ダム管理事務所
- 備前保健所
  - 備前保健所東備支所
- 岡山家畜保健衛生所

- 東備地域事務所

### 備中県民局

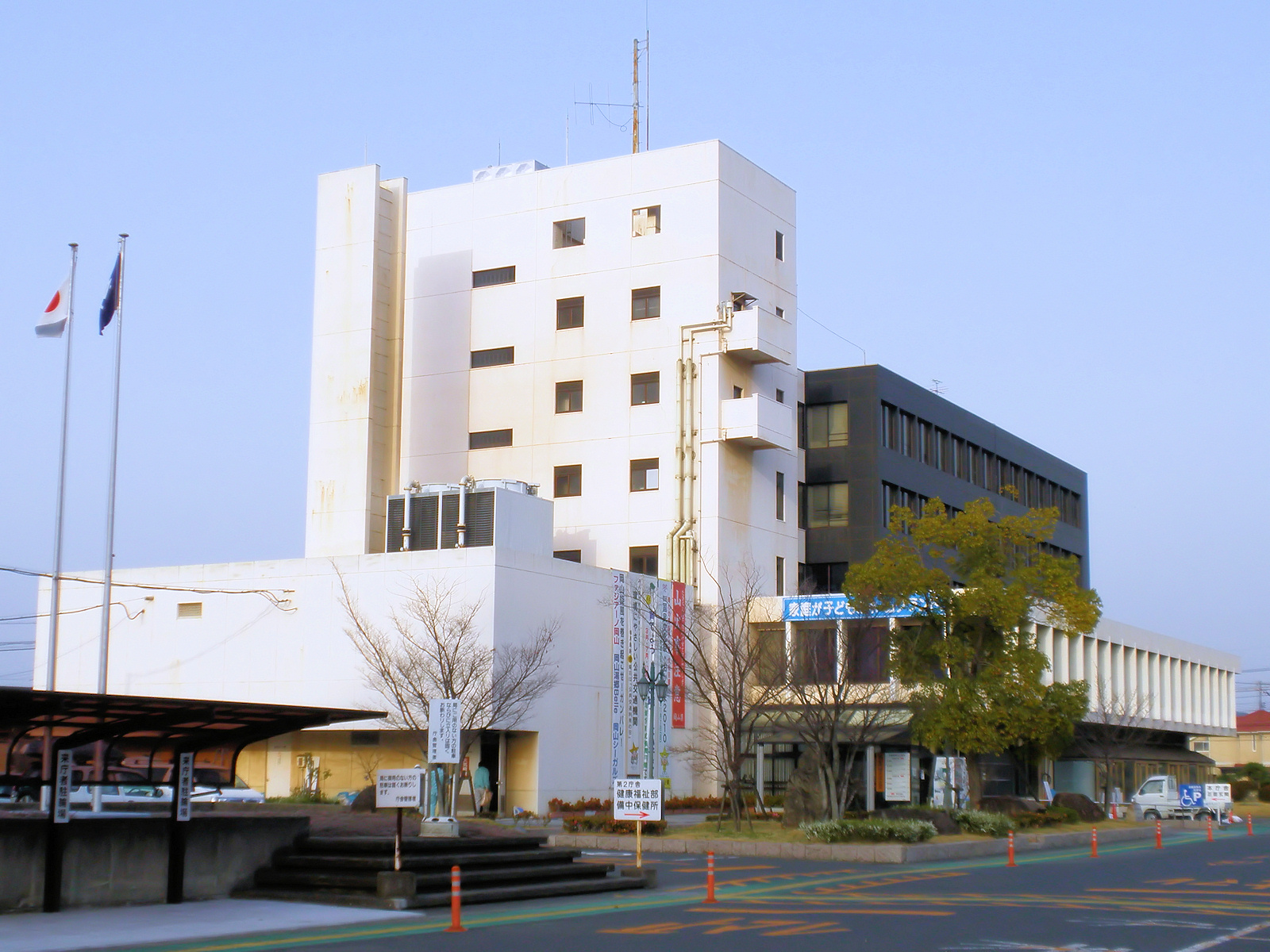
岡山県備中県民局

岡山県備中県民局（おかやまけんびっちゅうけんみんきょく）は倉敷市に本庁を置き、7市3町を所管区域とする岡山県庁の出先機関である。
2005年（平成17年）4月に倉敷・高梁・阿新・井笠の各地方振興局を統合して発足し、その下に高梁・新見・井笠の各支局を設置した。2009年（平成21年）4月に支局を地域事務所に改称し、同時に倉敷・井笠の各保健所を統合して備中保健所に、高梁・新見の各保健所を統合して備北保健所に再編した。
管内の面積は2463.31km2、総人口は782,965人、総世帯数は292,892世帯である（平成23年度）。
| 名称           | 所在地                | 対象地域                               | 備考             |
| -------------- | --------------------- | -------------------------------------- | ---------------- |
| 本庁舎・別館   | 倉敷市羽島1083        | 倉敷市、総社市、早島町                 | 旧倉敷地方振興局 |
| 井笠地域事務所 | 笠岡市六番町2-5       | 笠岡市、井原市、浅口市、里庄町、矢掛町 | 旧井笠地方振興局 |
| 高梁地域事務所 | 高梁市落合町近似286-1 | 高梁市                                 | 旧高梁地方振興局 |
| 新見地域事務所 | 新見市高尾2400        | 新見市                                 | 旧阿新地方振興局 |

組織
- 地域政策部
- 税務部
- 健康福祉部
- 農林水産事業部
  - 倉敷農業普及指導センター
  - 井笠農業普及指導センター
  - 高梁農業普及指導センター
  - 新見農業普及指導センター
- 建設部
- 水島港湾事務所

- 楢井ダム管理事務所
- 高梁川ダム統合管理事務所
（河本、高瀬川、千屋、三室川）
- 備中保健所
  - 備中保健所井笠支所
- 備北保健所
  - 備北保健所新見支所
- 井笠家畜保健衛生所
- 高梁家畜保健衛生所

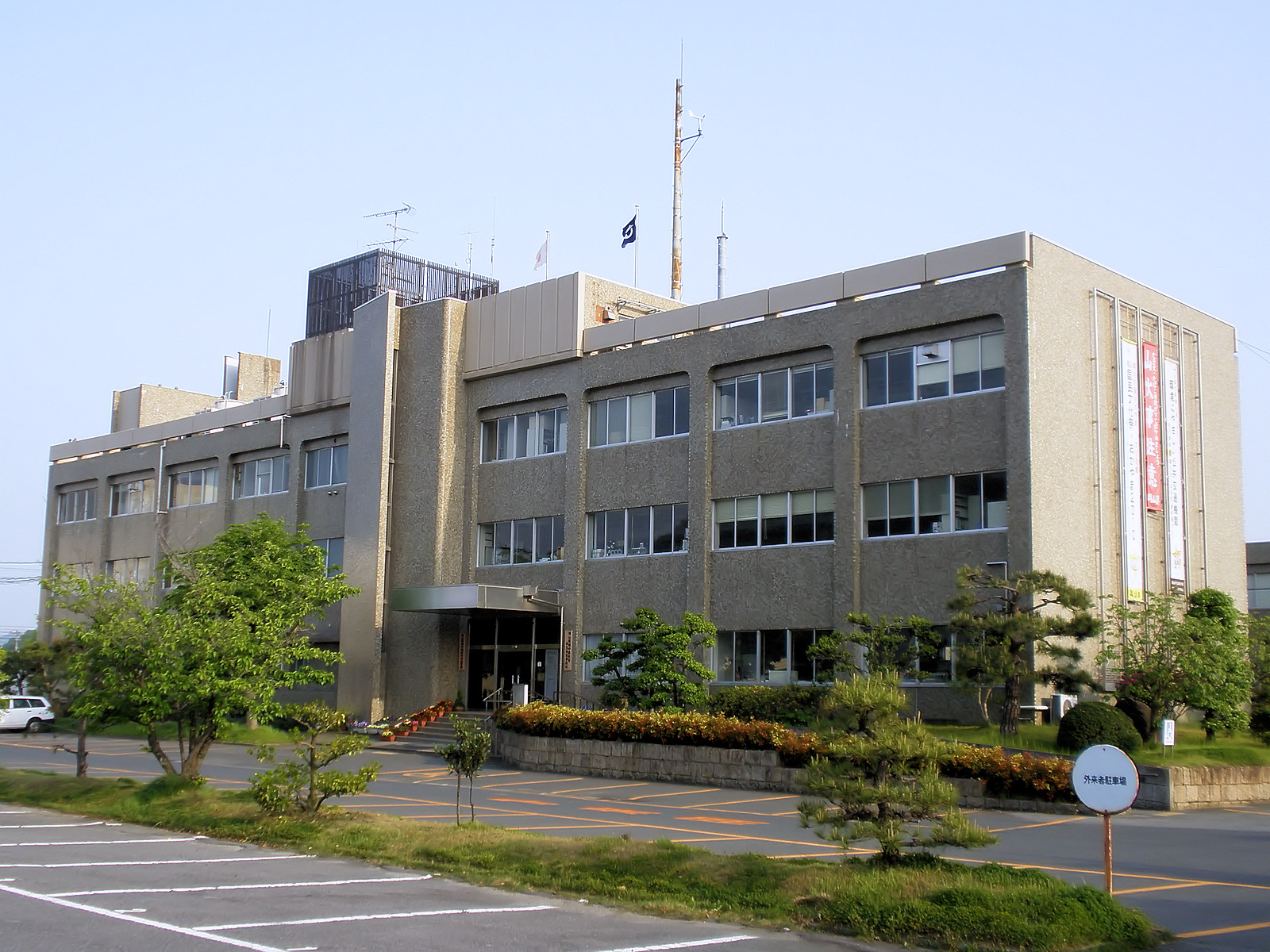
井笠地域事務所
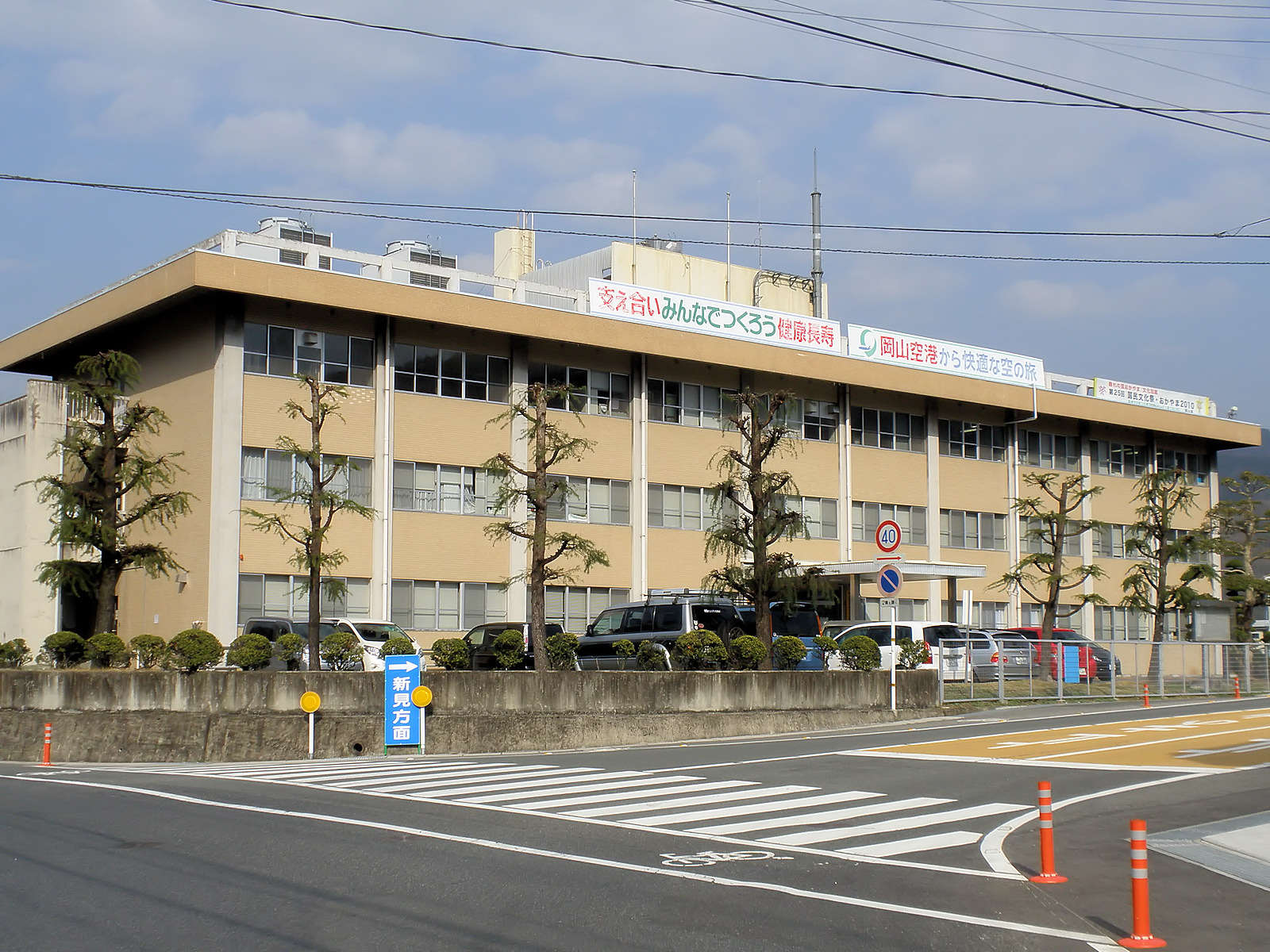
高梁地域事務所
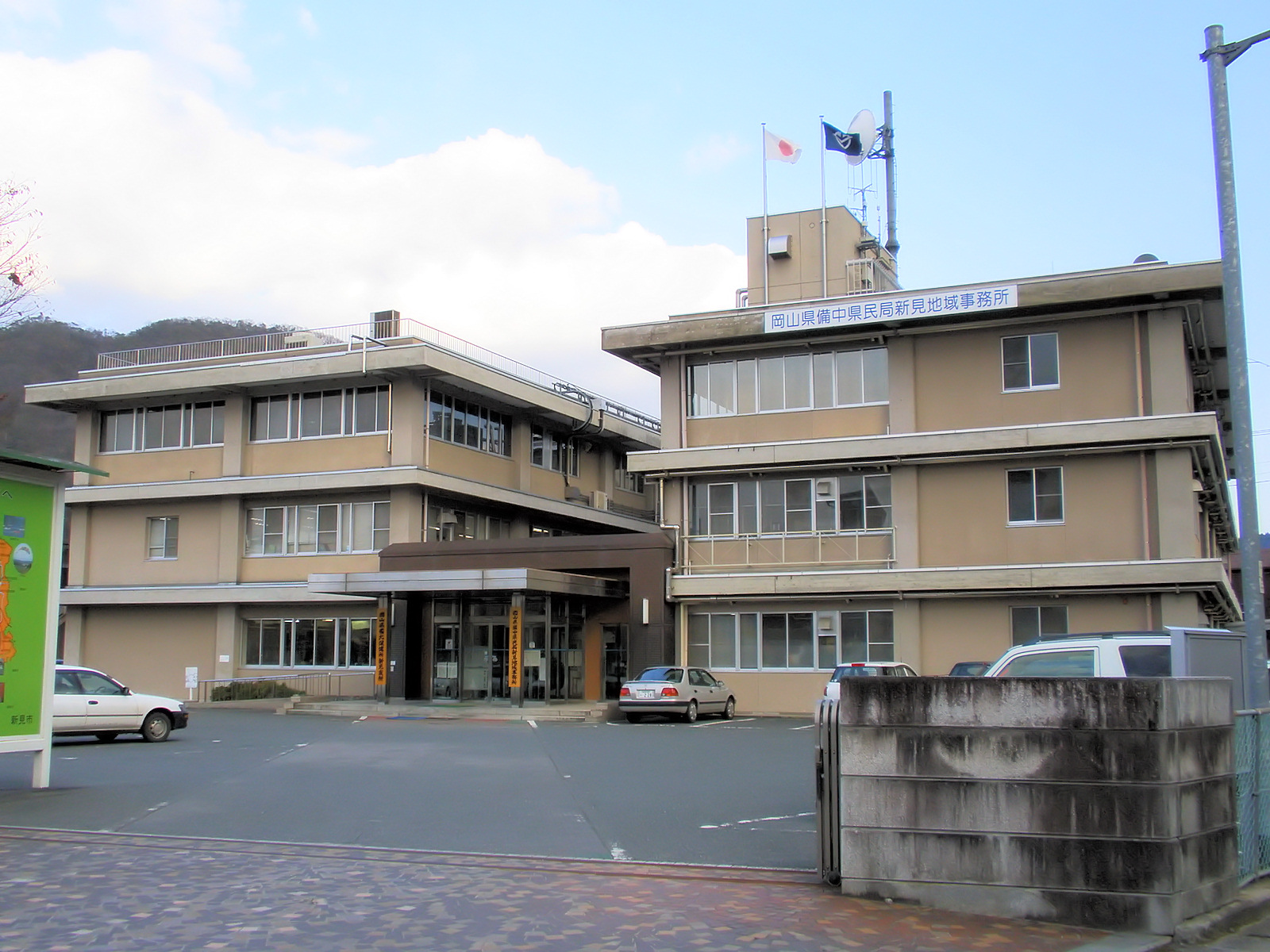
新見地域事務所

### 美作県民局

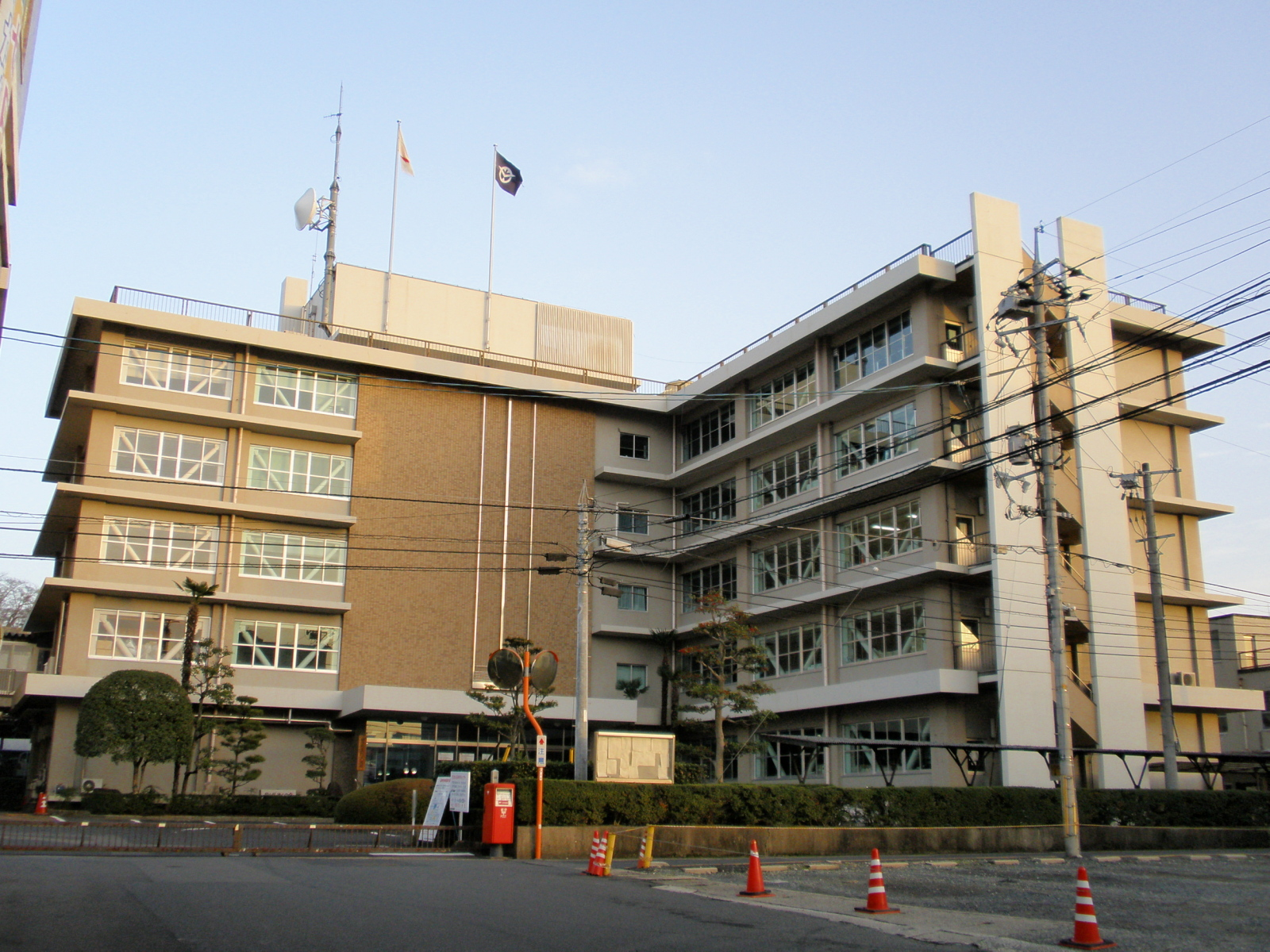
岡山県美作県民局

岡山県美作県民局（おかやまけんみまさかけんみんきょく）は津山市に本庁を置き、3市5町2村を所管区域とする岡山県庁の出先機関である。
2005年（平成17年）4月に津山・真庭・勝英の各地方振興局を統合して発足し、その下に真庭・勝英の各支局を設置した。2009年（平成21年）4月に支局を地域事務所に改称し、同時に津山・勝英の各保健所を統合して美作保健所（勝英支所）に再編した。
管内の面積は2743.08km2、総人口は240,281人、総世帯数は86,436世帯である（平成23年度）。

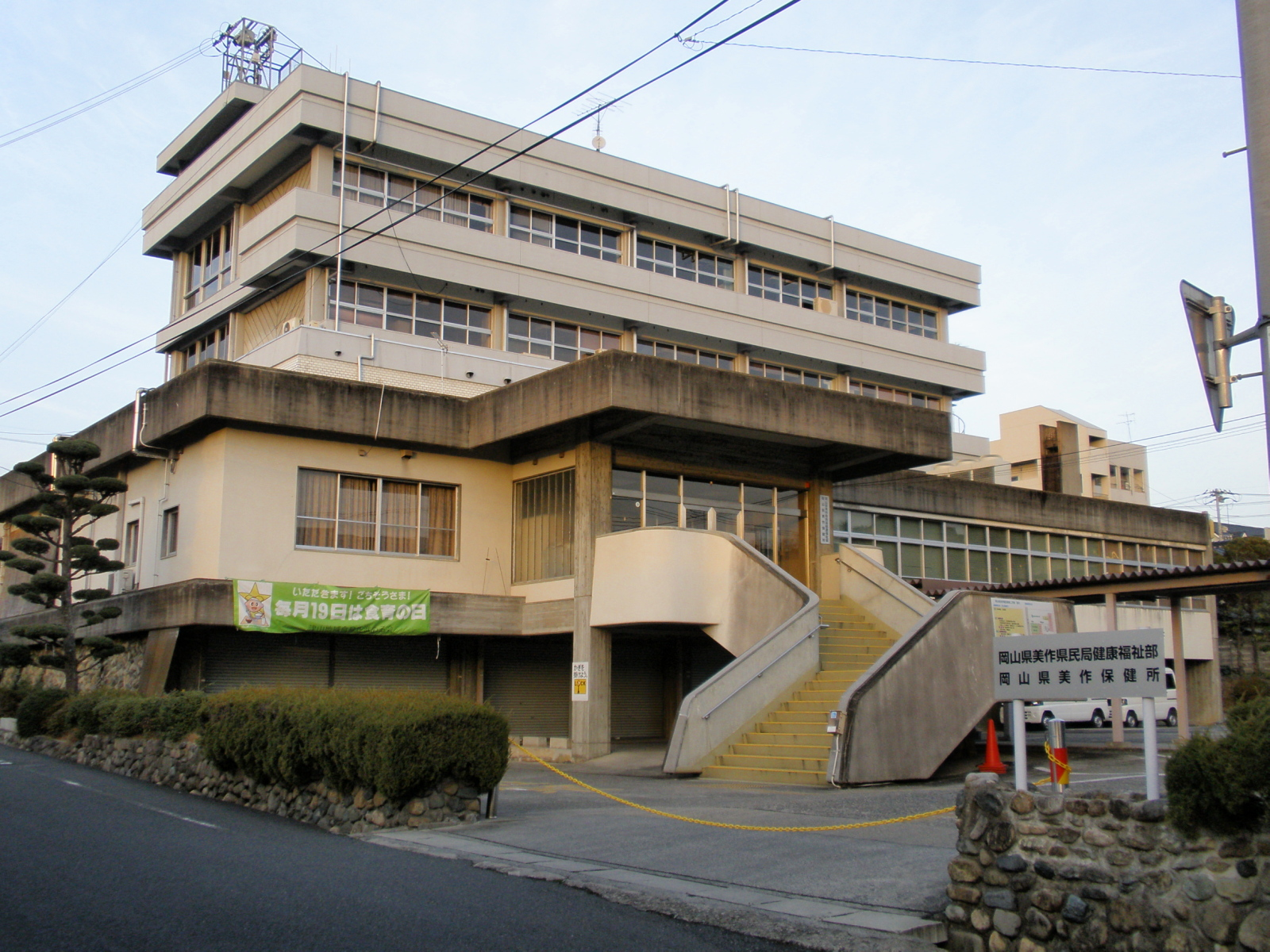
第二庁舎
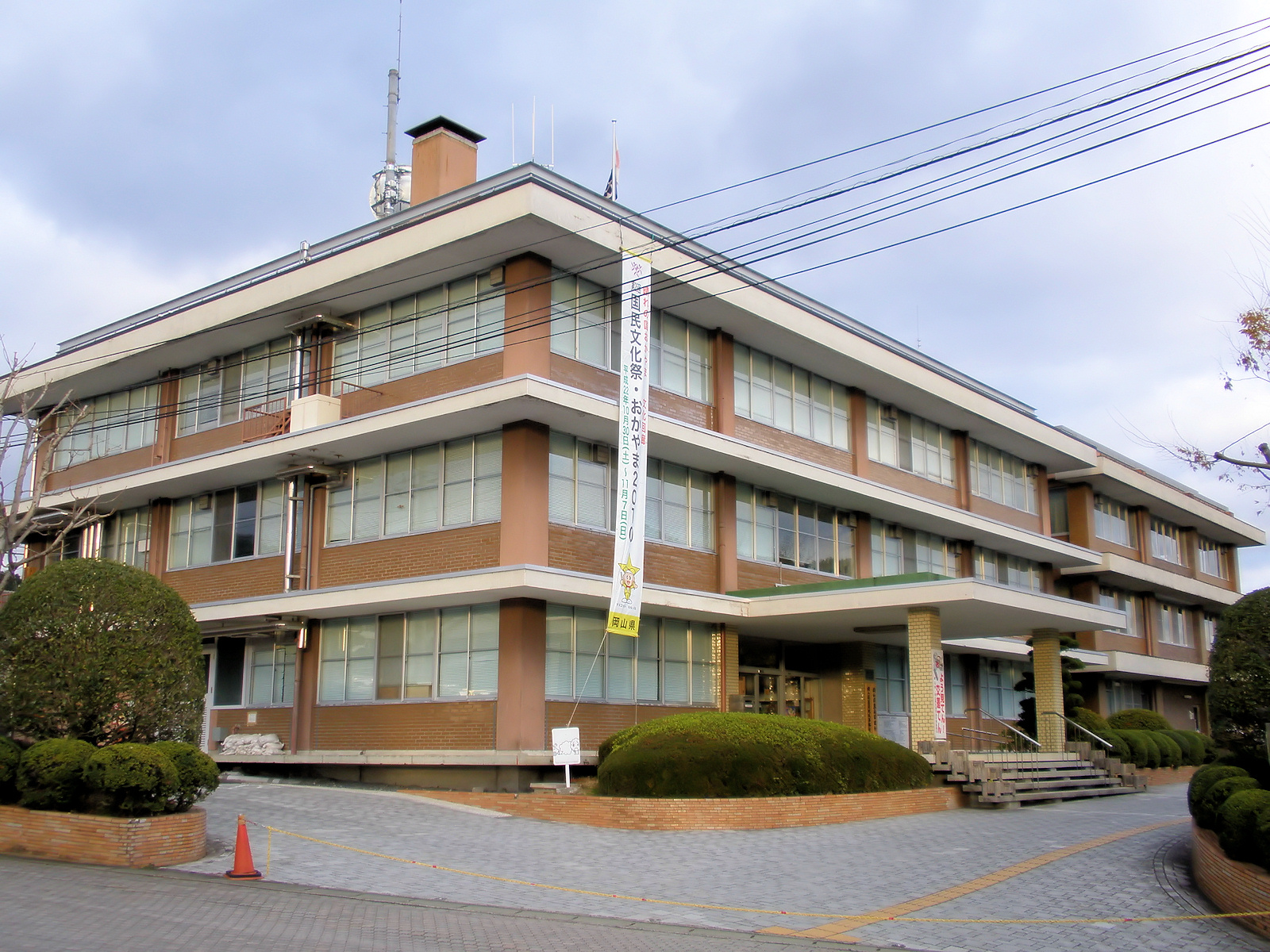
真庭地域事務所
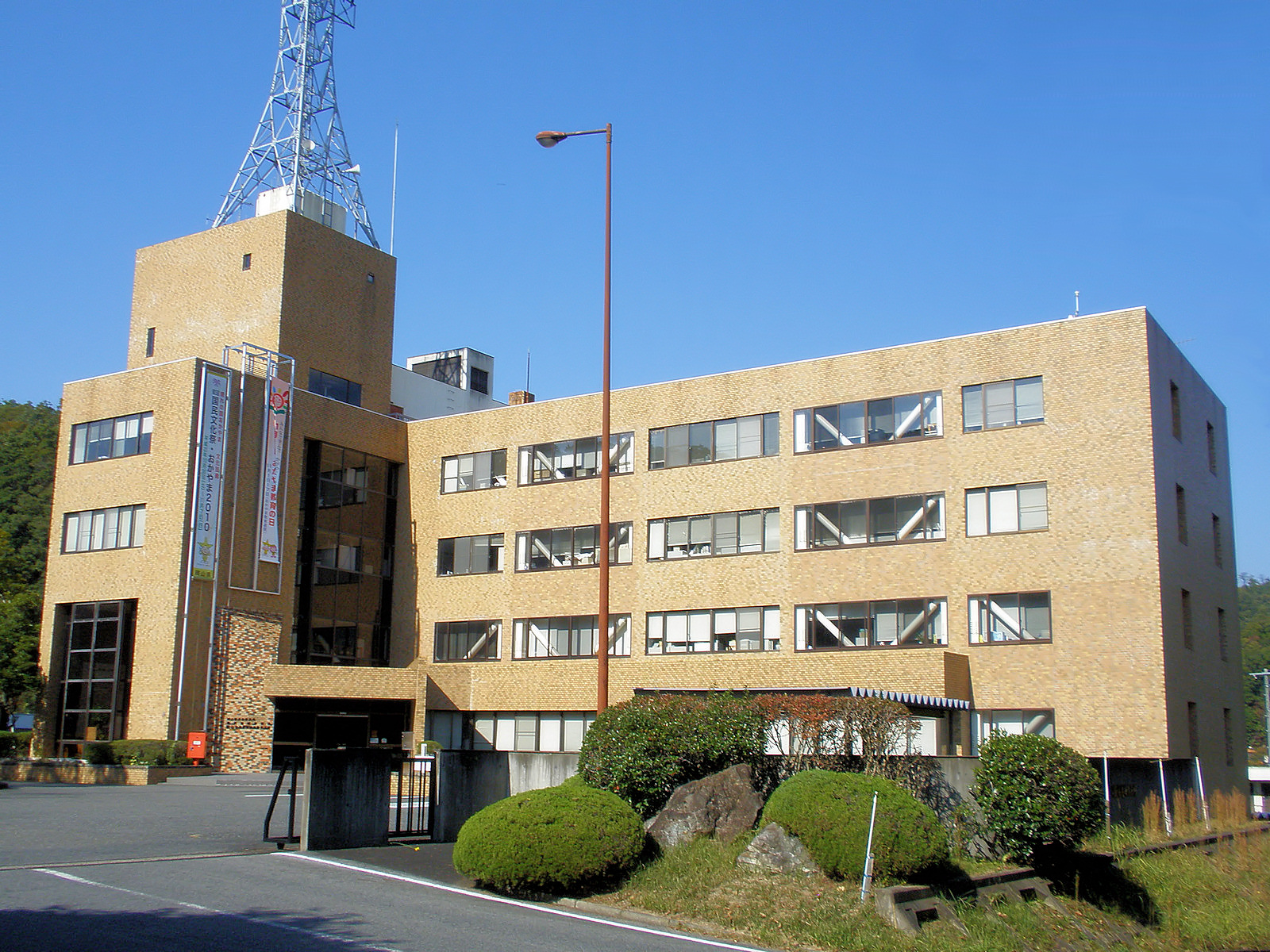
勝英地域事務所

| 名称           | 所在地          | 対象地域                         | 備考             |
| -------------- | --------------- | -------------------------------- | ---------------- |
| 本庁舎         | 津山市山下53    | 津山市、鏡野町、久米南町、美咲町 | 旧津山地方振興局 |
| 第二庁舎       | 津山市椿高下114 | 津山市、鏡野町、久米南町、美咲町 | 旧津山地方振興局 |
| 真庭地域事務所 | 真庭市勝山591   | 真庭市、新庄村                   | 旧真庭地方振興局 |
| 勝英地域事務所 | 美作市入田291-2 | 美作市、勝央町、奈義町、西粟倉村 | 旧勝英地方振興局 |

組織
- 地域政策部
- 税務部
- 健康福祉部
- 農林水産事業部
  - 津山農業普及指導センター
  - 真庭農業普及指導センター
  - 勝英農業普及指導センター
- 建設部

- 黒木ダム管理事務所
- 湯原ダム管理事務所
- 津川ダム管理事務所
- 美作保健所
  - 美作保健所勝英支所
- 真庭保健所
- 津山家畜保健衛生所
- 真庭家畜保健衛生所
- 木材加工技術センター

- 第二庁舎
- 真庭地域事務所
- 勝英地域事務所